# 上灘村 (高知県)
上灘村（かみなだそん）は高知県幡多郡にあった村。現在の土佐清水市中心部の東方、土佐湾沿岸にあたる。

## 地理
- 海洋：土佐湾
- 山岳：白滝山
- 河川：大岐川

## 歴史
- 1889年（明治22年）4月1日 - 町村制の施行により、津村・大岐村・以布利村・津呂村・大谷村が合併して上灘村が発足。
- 1941年（昭和16年）4月1日 - 清水町に編入。同日上灘村廃止。